# 村田祐基
村田 祐基（むらた ゆうき、1995年1月2日 - ）は日本のダンサー、タレント。ダンス&ボーカルグループ・超特急のメンバーで、活動名はユーキ。徳島県出身。スターダストプロモーション第1事業部所属。日本芸術高等学園卒業。

## 略歴
中学1年生のときに、スターダストプロモーションと所属契約する。
2010年、同事務所の若手男性アーティスト集団・EBiDANに加入。2011年にピース×ピース、2012年にHAPPY☆BEATのメンバーに選ばれ、NHKのみんなのうたに出演した。2011年ごろには、TR2Y2のメンバーとして活動した。
2011年12月25日、高校2年生のときに、メインダンサー&バックボーカルグループ・超特急が結成され、メインダンサーとして活動を開始する。活動名は「ユーキ」。超特急ではメンバーごとに号車番号と担当があり、ユーキは「5号車、ドジっ子担当」が割り振られている。イメージカラーは赤。結成後から2013年8月までの約1年8ヶ月、初代リーダーを務めた。リーダー交代後も、ダンスリーダーの役割を担っている。
2017年末のライブツアー『BULLET TRAIN ARENA TOUR 2017-2018 the end for beginning』では総合演出を担当し、以降もライブ演出を手掛けるようになった。2023年からは、EBiDANのイベント『EBiDAN THE LIVE』の演出プロデュースも行っている。
2022年、自身がプロデュースするオンラインショップ「Careless Monster（ケアレスモンスター）」をオープン。
2024年、「阿波とくしま観光大使」に就任した。

## 人物

### 超特急として
「ドジっ子担当」でドジをするのは日常茶飯事だが、ステージでのパフォーマンスは憑依型で、メンバーからは普段とライブのときの姿にはギャップがあると言われている。
超特急の初代リーダーを務め、初期メンバーのイメージカラーを何色にするかを一存で決めた。2013年7月、超特急で初めて外部フェスに出演した際、他のダンス&ボーカルグループのレベルの高さにメンバーは危機感をつのらせ、グループ内で話し合いを行った。その結果、リーダーを交代して視点を変えてみようということになり、同年8月8日にリーダーをユーキから3号車リョウガに交代した。その後は、メンバーの先頭に立ち、目標に向かって突き進むユーキを、リョウガが後ろから見守ってサポートするという体制になり、リョウガからは「みんなを引っ張っていく存在」「僕が考えるリーダー像にふさわしい人」と評価されている。ユーキは「違う立場になったことで視野が広がって、周りのことを感じられるようになりました」と語っている。
2020年のリョウガへのインタビューによると、ユーキはライブ演出のほか、Blu-ray・DVDなどの映像作品のチェック、MVや音楽番組のカメラ割りの役割も担当している。
2022年に行われた新メンバーオーディションを最初に提案したのはユーキで、2018年にボーカルの1人が脱退してから新メンバーの加入について考えるようになり、2019年からグループ内で話し合いを始めた。

### 趣味・嗜好
趣味は読書、ゲーム、アニメ。好きな食べ物はアイスクリーム。
特技はヒップホップダンス、ジャズダンス、バック転。

### 家族
7歳上の姉と4歳上の姉がいる。3姉弟の末っ子。

### その他
- 超特急での自己紹介の口上は、「生まれは徳島阿波の国！ 踊りの聖地で誕生しました 側転バク転ロンダート 舞の奥義を習得し5号車ドジっ子名誉に預かる たまにやっちゃう世にも奇妙な過ちも見方を変えたらキュートな愛嬌！ 今日もみんなWe are〜? (happy!) 5号車ドジっ子担当イメージカラーは赤 メインダンサーのユーキです！」[41]。

## 出演

### テレビドラマ
- そこをなんとか2 第4話（2014年8月24日、NHK BSプレミアム） - クウガ 役
- 心がポキッとね 第10話（2015年6月10日、フジテレビ） - 本人 役[42]
- お義父さんと呼ばせて 最終話（2016年3月15日、フジテレビ） - 超特急 ユーキ 役（映像出演）
- 警視庁いきもの係 第1話 - 第9話 エンディング映像（2017年7月9日 - 9月3日、フジテレビ） - トラ 役[43]
- フルーツ宅配便 第9話（2019年3月9日、テレビ東京）[44]
- モトカレマニア 最終話（2019年12月12日、フジテレビ）[45]
- FAKE MOTION -卓球の王将-（2020年4月9日 - 5月28日、日本テレビ） - 中村ジローラモ 役[46]
  - FAKE MOTION -たったひとつの願い-（2021年1月21日 - 3月11日、日本テレビ）[47]
- 超特急、地球を救え。（2022年9月7日 - 28日、テレビ東京） - 主演・本人 役（超特急全員で主演）[48]

### その他のテレビ番組
- みんなのうた（NHK）
  - ピース×ピース「ピースフル！」（2011年4月・5月）[49]
  - SUPER LiBLAZE & HAPPY☆BEAT「HEART BEAT」（2012年4月・5月）[50]

### 映画
- サイドライン（2015年10月31日、BS-TBS・トリプルアップ） - 主演・中臣貴章 役（超特急全員で主演）[51][52]

### 舞台・ライブイベント
- BOYS ONLY LIVE「POWER BOXX」vol.1 - 4（2007年5月5日 - 2008年12月30日）
- 恵比寿学園男子部（EBiDAN）〜EBiDANの文化祭は文化のカヲリがまぁーしないのだ〜の巻（2010年8月27日 - 29日）
- EBiDAN THE LIVE AFTER SCHOOL LIVE vol.1（2010年11月22日）
- EBiDANのクリスマスお楽しみ会（2010年12月25日）
- CANDY☆PANTS（2012年4月25日）
- palooza presents「春の感謝祭! 〜唄えや!踊れや!PARTY×PARTY〜」（2012年5月27日）
- マイパワーレシピ!!（2012年5月30日）

### ミュージックビデオ
- GReeeeN 「桜color」（2013年2月27日）[53]
- チョコレートプラネット「アキ君へ、ユビサック」（2023年9月6日）[54]

## 作品

### CD
- ピースフル！（2011年5月4日） - ピース×ピースとして[8]
- HEART BEAT（2012年4月18日） - SUPER LiBLAZE & HAPPY☆BEATとして[55]

## 書籍
写真集
- Freedom Journey（2017年7月7日、主婦と生活社）ISBN 978-4-391-15073-5
- BULLET TRAIN No.5 YUKI PHOTO BOOK「THE GROWN」（2025年3月14日、SDP）ISBN 978-4-910528-58-8
- BULLET TRAIN No.5 YUKI PHOTO WORD BOOK「RE GROWTH」（2025年3月14日、SDP）